# Barcel, Marmelos e Valverde da Gestosa
Barcel, Marmelos e Valverde da Gestosa (oficialmente: União das Freguesias de Barcel, Marmelos e Valverde da Gestosa) é uma freguesia portuguesa do município de Mirandela, com 48,74 km² de área e 320 habitantes (censo de 2021). A sua densidade populacional é 6,6 hab./km².

## História
Foi criada aquando da reorganização administrativa de 2012/2013,  resultando da agregação das antigas freguesias de Barcel, Marmelos e Valverde da Gestosa.

## Demografia
A população registada nos censos foi:
| Distribuição da População por Grupos Etários | Distribuição da População por Grupos Etários | Distribuição da População por Grupos Etários | Distribuição da População por Grupos Etários | Distribuição da População por Grupos Etários | Distribuição da População por Grupos Etários |
| -------------------------------------------- | -------------------------------------------- | -------------------------------------------- | -------------------------------------------- | -------------------------------------------- | -------------------------------------------- |
| Antes da agregação                           |                                              |                                              |                                              |                                              |                                              |
| Ano                                          | 0-14 anos                                    | 15-24 anos                                   | 25-64 anos                                   | >= 65 anos                                   | Total                                        |
| 2001                                         | 81                                           | 77                                           | 246                                          | 169                                          | 573                                          |
| 2011                                         | 39                                           | 37                                           | 200                                          | 139                                          | 415                                          |
| Após a agregação                             |                                              |                                              |                                              |                                              |                                              |
| Ano                                          | 0-14 anos                                    | 15-24 anos                                   | 25-64 anos                                   | >= 65 anos                                   | Total                                        |
| 2021                                         | 24                                           | 25                                           | 159                                          | 112                                          | 320                                          |

## Povoações
- Barcel
- Longra
- Marmelos
- São Pedro de Vale do Conde
- Valverde da Gestosa